# Goldene Harfe (Erlangen)
Das Gasthaus Goldene Harfe ist ein denkmalgeschütztes Gebäude am Theaterplatz 15 in der Altstadt der mittelfränkischen Stadt Erlangen.

## Beschreibung
Bei dem Eckhaus, zu dem auch der Anbau in der nach ihm benannten Harfenstraße 1 1/3 gehört, handelt es sich um einen zweigeschossigen Sandsteinbau mit Walmdach. Die barocke Fassade mit insgesamt fünf Pilastern und geohrten Gewänden mit Schlusssteinen entspricht der eines typischen Erlanger Bürgerhauses des 18. Jahrhunderts.

## Geschichte

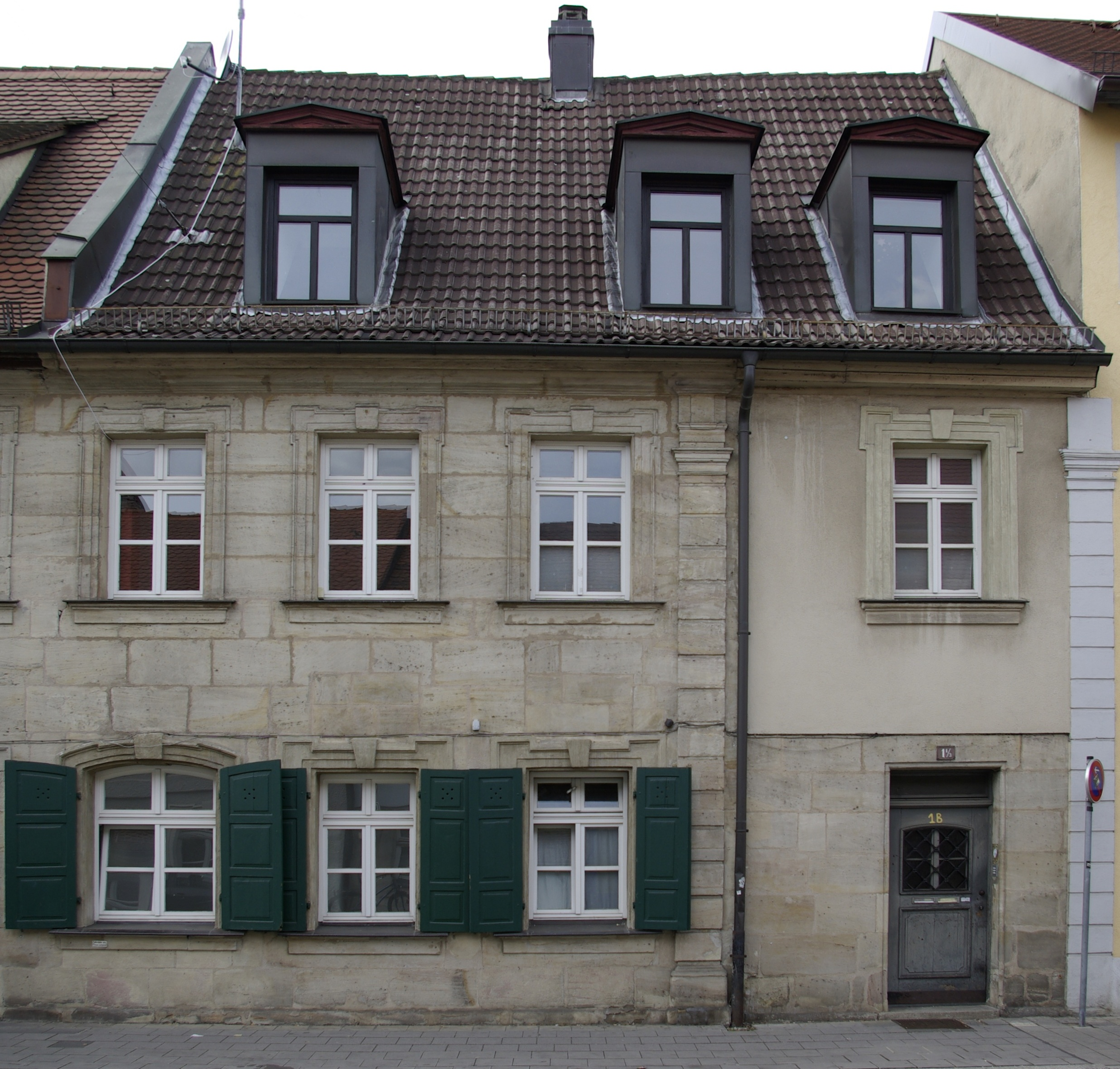
Der Anbau in der Harfenstraße 1 1/3, 2012

Das Gebäude wurde 1753 am damaligen Geismarkt (seit 1884 Theaterplatz) von dem Strumpfwirker Georg Friedrich Stäubensand und dem Zimmermeister Johann David Haselmann errichtet. Die Erbauer hatten sich noch im gleichen Jahr erfolgreich das Tavernrecht des Markgrafen Friedrich III. von Brandenburg-Bayreuth erbeten. Dennoch mussten sie den Rohbau aus Geldmangel an den Glasermeister und späteren Bürgermeister Georg Nicolaus Weyh verkaufen, der das Gasthaus fertigstellte und bis 1792 führte. Dessen Nachfolger Johann Adam Knab erwarb das Gebäude am 10. März 1792 und ließ noch im selben Jahr den Anbau Harfenstraße 1 1/3 errichten. Nachdem Knab 1813 Konkurs machte, verkaufte dessen Gläubiger Buirette von Oehlefeld das Anwesen an den Bierbrauergesellen Georg Leonhardt Kropf.
Kropf hatte ursprünglich vor, eigenes Bier im Altstädter Kommunbrauhaus herzustellen. Als dieses noch 1813 aufgelöst wurde, bemühte sich Kropf bei dem inzwischen zuständigen Departement des Innern in München um die Erteilung einer Brauereikonzession. Diese erhielt er nach mehreren Ablehnungen im Mai 1814, allerdings nur zum Ausschank in der Goldenen Harfe. 1818 wurde Kropf erlaubt, Bier auch fassweise zu verkaufen. 1819 brannte ein Teil des Gebäudes ab. 1838 erwarb der Besitzer den heutigen Kirchner-Keller auf dem Bergkirchweihgelände am Burgberg. Nachdem Georg Leonhardt Kropf 1853 verstorben war, verkaufte dessen Sohn Friedrich das Anwesen am Theaterplatz. Anfang der 1870er Jahre gelangte das Haus in den Besitz von Fritz Tauber, der den Braubetrieb 1883 einstellte. Unter Verwendung der intakt gebliebenen Einrichtung braute Taubers Nachfolger Ernst Zimmermann in den Jahren 1895 bis 1900 zum letzten Mal Bier in der Goldenen Harfe.
Schon seit Ende des 18. und im Laufe des 19. Jahrhunderts war die Goldene Harfe ein viel besuchtes Gasthaus von Studenten, Landsmannschaften und Burschenschaftern. Seit 1958 gehört das Gebäude mit dem noch immer unter seinem traditionellen Namen existierenden Restaurant der katholischen Studentenverbindung Gothia Erlangen.